# Henrik Nerlund
Magnus Henrik Erkki Nerlund, född 14 augusti 1978 i Stockholm, är en svensk arkitekturhistoriker, journalist och författare. 
Henrik Nerlund är specialiserad på kulturmiljöfrågor och stadsförnyelse i 1900-talets bebyggelsemiljöer. Sedan 2014 är han sekreterare och kanslichef för Rådet till skydd för Stockholms skönhet (Skönhetsrådet). Han har tidigare bl.a. varit vice ordförande i Skönhetsrådet och ledamot av Stockholms namnberedning. Nerlund är Sveriges representant i den vetenskapliga kommittén för 1900-talets kulturmiljöer i den globala expertorganisationen ICOMOS. Han är också bl.a. vice ordförande i ArkDes vänförening samt styrelseledamot i Stiftelsen Arkitekt A. A. Palmérs minne.

## Artiklar i urval
- Stockholm bör växa mer genomtänkt (Svenska Dagbladet 2023-07-29)[12]
- En ny stad i staden (Samfundet S:t Eriks årsbok 2022)[13]
- Arkitektoniska principer – Solnas skalor från detalj till helhet (Arkitekturprogram för Solna stad 2022)[14]
- Skönhetsrådet i ständig kamp för estetisk kvalitet (Arkitekten nr 10 2019)[15]
- Det underjordiska City (Samfundet S:t Eriks årsbok 2018)[16]
- Farsta - med Stockholmslandskapet som utgångspunkt (Samfundet S:t Eriks årsbok 2017)[17]
- Planera för kvalitativ förtätning i ett större sammanhang (PLAN nr 2 2017)[18]
- Förtätningsstrategier i efterkrigstidens förorter (Bebyggelsehistorisk tidskrift nr 67 2014)[19]
- Dags att planera större (Arkitekten nr 5 2014)[20]
- Laddad historia hotas av rivning (Dagens Nyheter 2013-02-25)[21]